# Antonio Elías de Molins
Antonio Elías de Molins (1850-1909) fue un escritor e historiador español.

## Biografía
Nacido en Barcelona el 23 de noviembre de 1850, fue jefe del Museo Provincial de Antigüedades de dicha ciudad y académico correspondiente de la Real Academia de la Historia.
Fue autor de un Diccionario biográfico y bibliográfico de escritores y artistas catalanes (1889-1891) y de un gran número de artículos de historia, bibliografía y literatura, en publicaciones periódicas de Madrid y Barcelona, entre ellas la Revista de Ciencias Históricas de Sanpere y Miquel. También escribiría Ensayo histórico sobre el teatro español y Ensayo de una bibliografía literaria de España y América (1902).
A comienzos del siglo xx publicaba junto a Rafael Altamira la Revista Crítica de Historia y Literatura españolas, portuguesas é hispano-americanas (1902), además de colaborar en la Revista de Archivos, Bibliotecas y Museos. También fue miembro de la Academia de Buenas Letras de Barcelona, desde 1902, en la que leyó el discurso Los estudios históricos y arqueológicos en Cataluña en el siglo XVIII (1903). Falleció el 25 de junio de 1909 en Barcelona.